# آستلیا پومیلا
آستلیا پومیلا (انگلیسی: Astelia pumila) گونه ای از گیاهان گلدار از خانواده استلیاسه است که اخیراً نامگذاری شده است. این گیاه همیشه سبز از غرب پاتاگونیا در جنوب شیلی و مناطق مجاور آرژانتین است. در جنگل‌ها و همچنین تالاب‌ها رشد می‌کند.